# Ralph Schwingel
Ralph Schwingel (* 1955 in Neunkirchen/Saar) ist ein deutscher Filmproduzent und Mitgründer der Wüste Film GmbH.

## Leben
Nach Abschluss seines Psychologiestudiums realisierte Schwingel 1984 seinen ersten Dokumentarfilm als Autor und Regisseur. Seit 1987 arbeitet er auch als Produzent mit dem Schwerpunkt Dramaturgie.
1993 entdeckte Ralph Schwingel den damals 20-jährigen Fatih Akın, mit dem er in Folge zwei Kurzfilme und 1998 den mehrfach preisgekrönten Debütfilm Kurz und schmerzlos drehte. Der 2003 entstandene Film Gegen die Wand ist ebenfalls ein Ergebnis ihrer Zusammenarbeit.
Von 2006 bis 2011 hatte Schwingel eine Gastprofessur für das Fach „Kreatives Produzieren“ an der HFF „Konrad Wolf“ in Babelsberg, von 2011 bis 2013 eine Vertretungsprofessur im Fach Drehbuch/Dramaturgie.
Im März 2015 wurde er als Nachfolger von Jan Schütte zum Direktor und Geschäftsführer der dffb berufen, zog aber anschließend seine Bewerbung zurück.
Seit 2014 arbeitet Schwingel auch psychotherapeutisch und beratend, zunächst in der Klinik für Persönlichkeitsstörungen an der Asklepios Klinik Nord in Hamburg, seit März 2017 in eigener Praxis in den Hamburger Colonnaden.

## Filmografie (Auswahl)
Producer
- 1995: Sensin – Du bist es!
- 1996: Getürkt
- 1997: Back in Trouble
- 1998: Kurz und schmerzlos
- 2000: Im Juli
- 2001: Ein göttlicher Job
- 2001: Anam
- 2002: Solino
- 2003: Northern Star
- 2004: Gegen die Wand
- 2004: Kebab Connection
- 2005: Eine andere Liga
- 2006: Emmas Glück
- 2007: Die Anruferin
- 2007: Underdogs
- 2008: Mein Freund aus Faro
- 2009: 12 Meter ohne Kopf
- 2009: Es kommt der Tag
- 2009: Die Tür
- 2009: Tannöd
- 2010: Renn, wenn du kannst
- 2010: Schenk mir dein Herz
- 2011: Ein Tick anders
- 2011: Arschkalt
- 2012: Du hast es versprochen
- 2012: Jeder Tag zählt
- 2013: Adieu Paris
- 2013: Einmal Hans mit scharfer Soße

Executive Producer
- 2006: FC Venus – Angriff ist die beste Verteidigung

Co-Producer
- 2008: Tage des Zorns
- 2012: Töte mich

## Auszeichnungen
- 2004 Produzentenpreis der Cologne Conference
- 2004 Sonderpreis der Otto-Sprenger-Stiftung